# Rue du Fauconnier
Pour les articles homonymes, voir Fauconnier.
La rue du Fauconnier est une voie, ancienne, du 4e arrondissement de Paris, en France.

## Situation et accès
La rue du Fauconnier, d'une longueur de 162 mètres, est située dans le 4e arrondissement, quartier Saint-Gervais, et commence au 38, quai des Célestins et finit aux 13-19, rue Charlemagne.

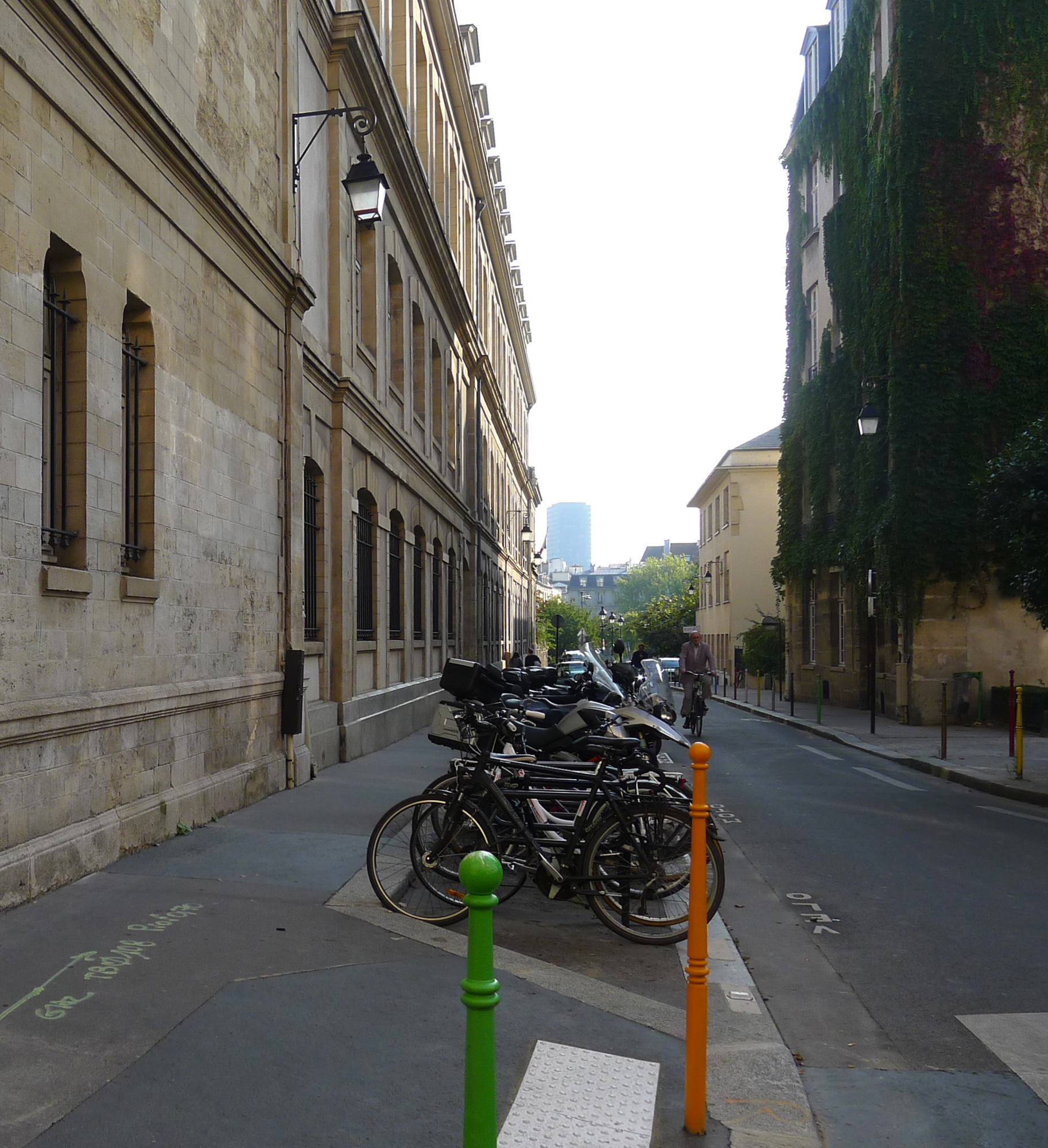
Rue vue du nord ; en arrière-plan, la tour de Jussieu.

## Origine du nom
Son nom provient  de l'hôtel de la Fauconnerie royale, situé à l'angle de cette rue et de celle du Figuier.

## Historique
Cette rue était déjà bordée de maisons en avril 1265, car à cette date, les béguines y acquirent une maison en la censive Tiron, rue des Fauconniers.
Elle est citée dans Le Dit des rues de Paris, de Guillot de Paris, sous le nom de « rue à Fauconniers » et indique ensuite, dans ses vers octosyllabiques à rimes plates, que cette rue est habitée par des prostituées :
Ou l'en trueve bien por deniers,

Femmes por son cors soulacier.
La rue du Fauconnier a également été appelée « rue des Fauconniers », « rue Fauconnière » et porte le nom de « rue de Ragonni » sur le plan de la Tapisserie.
En 1636, tout le côté droit de la  « rue des Fauconniers » était bordé par les murs du couvent des filles de l'Ave-Maria. Le procès-verbal de visite de 1636 indique qu'elle est « trouvée orde, salle et pleine de boues et immundices ».
Une décision ministérielle du 13 thermidor an VI (31 juillet 1798) signée François de Neufchâteau fixe la largeur de cette voie publique à 7 mètres. Cette largeur est portée à 10 mètres, en vertu d'une ordonnance royale du 4 août 1838.
Au XIXe siècle, la rue du Fauconnier, d'une longueur de 108 mètres, qui était située dans l'ancien 9e arrondissement, quartier de l'Arsenal, commençait au 2, rue du Figuier et au 24, rue des Barrés et finissait aux 13-15, rue des Prêtres-Saint-Paul.
Les numéros de la rue étaient noirs. Le dernier numéro impair était le no 13 et il n'y avait pas de numéro pair car ce côté était bordé par la caserne de l'Ave-Maria.
Par arrêté en date du 2 avril 1868, la rue du Fauconnier et la rue de l'Étoile sont réunies sous le nom de « rue du Fauconnier ».
Le couvent de l'Ave Maria qui bordait son côté est (numéros pairs) est utilise comme caserne après sa suppression à la Révolution. La caserne démolie en 1878 est remplacée par le collège Charlemagne dans sa partie nord, un marché couvert au sud, lui-même remplacé par une école en 1905.
Les immeubles des numéros impairs sont démolis dans les années 1940 dans le cadre de la rénovation de l'îlot insalubre n° 16, à l'exception de celui du numéro 11 datant du XVIIe siècle affecté au MIJE (Maison internationale de la jeunesse étudiante). Des immeubles de  quatre étages construits dans les années 1950 à la place des bâtiments détruits entourent le jardin Roger-Priou-Valjean, petit square qui donne sur la rue du Figuier.
Le germaniste Gilbert Badia (1916-2004) a eu au 9 son dernier domicile privé (Annuaire du téléphone par noms de famille, mai 2005). En janvier 1978, il figure déjà sur l'annuaire par rues, à ce numéro (BADIA G prof  278.01.29). (J'ai été son élève au lycée Charlemagne en 1953-1954. Nous avons étudié la nouvelle Tonio Kroger de Thomas Mann).

## Bâtiments remarquables et lieux de mémoire
- Nos 4 et 6 : emplacement du couvent de l'Ave-Maria[7].